# Zasady żołnierskiego zachowania
Zasady żołnierskiego zachowania – ustalony w regulaminach wojskowych i innych aktach prawnych zbiór norm regulujących zachowanie żołnierza w różnych sytuacjach.
Żołnierze w stosunku do innych żołnierzy i do osób cywilnych są zobowiązani przestrzegać zasad etycznych, norm współżycia społecznego oraz zachowywać się z godnością, uprzejmie i taktownie. Obowiązuje ich lojalność wobec innych żołnierzy, poszanowanie języka ojczystego, kultura słowa, powstrzymanie się od używania słów oraz gestów wulgarnych i nieprzyzwoitych.
Obowiązkiem każdego żołnierza jest przestrzeganie zasad dyscypliny wojskowej. Nie może on stosować zachowań noszących znamiona mobbingu oraz takich, które mają podtekst erotyczny, a będąc w mundurze nie moze okazywać zażyłych stosunków z inną osobą (publiczne trzymanie się za ręce, całowanie, przytulanie itp). Na terenie jednostki wojskowej żołnierz nie może spożywać alkoholu, środków odurzających, substancji psychotropowych lub innych podobnie działających substancji.

## Zasady zależności żołnierzy
Organizacja wojska opiera się na hierarchicznym podporządkowaniu żołnierzy. Żołnierz w stosunku do innych żołnierzy może być przełożonym lub podwładnym, a także starszym, młodszym albo równym stopniem wojskowym.
Przełożonym jest osoba, która na mocy przepisów prawa uprawniona jest do wydawania rozkazów lub poleceń służbowych podporządkowanemu żołnierzowi (podwładnemu).  W stosunku do swoich podwładnych przełożony powinien posiadać wyższy lub równy stopnień wojskowy. Sprawuje on funkcje dowódcze, szkoleniowe i wychowawcze. Jest odpowiedzialny za organizację służby podwładnych.
W czasie wspólnego wykonywania obowiązków służbowych przez co najmniej dwóch żołnierzy jeden z nich zawsze pełni rolę przełożonego. Jeżeli przełożony nie został wskazany, to o przełożeństwie decydują w kolejności: posiadany przez żołnierzy stopnień wojskowy,  zajmowane stanowisko służbowe, staż w posiadanym stopniu wojskowym, nieprzerwany staż w czynnej służbie wojskowej, wiek żołnierza. 

Nieco inaczej traktował to regulamin służby wewnętrznej SZ PRL z 1970. Jeśli przełożony nie został wyznaczony, przy wspólnym wykonywaniu czynności służbowych przełożonym zostawał żołnierz wyższy stanowiskiem, przy równorzędnych stanowiskach – wyższy stopniem, w przypadku równych stanowisk i stopni starszy wysługą lat w danym stopniu, a przy jednakowej wysłudze – starszy wiekiem. Preferowanie stanowiska służbowego podyktowane było faktem, że w owym czasie stopień etatowy nie był tożsamy ze stopniem faktycznym żołnierza.
Między żołnierzami Wojska Polskiego a żołnierzami innych armii nie występują stosunki podległości. Takie zależności mogą być uzgodnione na okres realizacji wspólnych
przedsięwzięć takich jak misje pokojowe, działania w ramach operacji sojuszniczych, służba w międzynarodowych strukturach wojskowych oraz wykonywania innych zadań określonych rozkazem przełożonego narodowego.
Starszym jest żołnierz, który ma wyższy stopień wojskowy. Żołnierze niżsi stopniem są młodszymi.
Jeżeli starszy nie jest przełożonym, z zasady nie powinien wydawać rozkazów młodszym. Jest jednak uprawniony do wydania rozkazu zaprzestania naruszania zasad dyscypliny wojskowej żołnierzowi niższemu stopniem wojskowym.

## Wzajemne zwracanie się żołnierzy
Żołnierze zwracając się do siebie zobowiązani są do używania przed stopniem wojskowym formy grzecznościowej „pan” lub „pani”. Zwracający się do innego żołnierza wymienia jego stopień wojskowy w formie skróconej, ale swój stopień wojskowy w pełnym brzmieniu. Zwracając się do przełożonego lub wyższego stopniem staje w odległości około 3 kroków od niego, przyjmuje postawę zasadniczą i oddaje honory. Przełożony podczas witania się lub żegnania stosuje zwrot np.: „Czołem pani porucznik”, a podwładny odpowiada np.: „Czołem” lub „Czołem panie kapitanie”. Chcąc zwrócić się do żołnierza przebywającego w obecności przełożonego, należy prosić o pozwolenie.
Podwładny często zobowiązany jest do złożenia meldunku. Składa się go przełożonemu, a także Prezydentowi Rzeczypospolitej Polskiej, Marszałkowi Sejmu, Marszałkowi Senatu, Prezesowi Rady Ministrów, Ministrowi Obrony Narodowej i Szefowi Sztabu Generalnego. Meldunek składa się podczas pełnienia służby dyżurnej, przybycia przełożonego do pododdziału, na zbiórce pododdziału, w czasie witania osób przez kompanię honorową, po przybyciu do przełożonego, przed wyjazdem służbowym i po powrocie, podczas obejmowania i zdawania służby, stanowiska służbowego itp. 

Przy meldunku podaje się kolejno: formę grzecznościową, stopień wojskowy przełożonego, swoje stanowisko, stopień, nazwisko i czynność wykonywaną przez pododdział albo cel przybycia. Przełożonemu, który zna meldującego można składać meldunek bez podawania stanowiska, stopnia wojskowego i nazwiska. 

 Młodszy stopniem zobowiązany jest przedstawić się starszemu. Podaje wtedy swoje stanowisko służbowe, nazwę jednostki wojskowej, stopień wojskowy i nazwisko ,
Nieco inne formy zwracania się do siebie obowiązywały w Siłach Zbrojnych PRL. Regulamin służby wewnętrznej z 1970 nakazywał przed stopniem wojskowym wymieniać słowo „obywatel”, a przełożeni zwracając się do podwładnych mogli wymieniać tylko ich stopień i nazwisko. Przy służbowym zwracaniu się do młodszych obowiązywała forma „WY”. 

W Wojsku Polskim II Rzeczypospolitej forma „WY” obowiązywała przy zwracaniu się do szeregowych do stopnia starszego sierżanta włącznie. Duchownych wojskowych wyznań chrześcijańskich należało tytułować „księże”, z dodaniem nazwy stopnia duchownego, a duchownych wyznań niechrześcijańskich „panie”, z dodaniem odnośnych nazw, przewidzianych organizacją wojska.

## Oddawanie honorów
Oddawanie honorów jest zewnętrzną oznaką dyscypliny i spoistości wojska oraz wyrazem szacunku dla przełożonych i starszych, koleżeństwa i dobrego wychowania. Jest oznaką żołnierskiego szacunku dla tradycji, symboli (barw i znaków) narodowych i wojskowych. Wszyscy żołnierze mają obowiązek oddawania honorów i odpowiadania na oddane honory przy każdym spotkaniu, mijaniu się i wyprzedzaniu zarówno w służbie, jak i poza służbą, o każdej porze doby. Podwładni i młodsi są obowiązani oddawać honory pierwsi. Żołnierze równych stopni oddają honory jednocześnie
Żołnierz oddaje honory: Prezydentowi Rzeczypospolitej Polskiej, Marszałkowi Sejmu i Marszałkowi Senatu, Prezesowi Rady Ministrów, Ministrowi Obrony Narodowej, przełożonym oraz wyższym i równym stopniem wojskowym, sztandarom wojskowym i chorągwi Wojska Polskiego na drzewcu, przed Grobem Nieznanego Żołnierza, w czasie oficjalnego grania hymnu państwowego, „Hasła Wojska Polskiego”, sygnałów: „Służba Wartownicza”, „Śpij Kolego” lub „Cisza”, kombatantom, podczas podnoszenia flagi państwowej, proporca Prezydenta Rzeczypospolitej Polskiej, chorągwi Wojska Polskiego, flag: Ministra Obrony Narodowej, Marszałka Polski, Szefa Sztabu Generalnego Wojska Polskiego, rodzajów Sił Zbrojnych, dowódców rodzajów Sił Zbrojnych i bandery wojennej, banderze wojennej podczas wchodzenia na okręt i schodzenia z okrętu, symbolom i miejscom upamiętniającym walkę i męczeństwo narodu polskiego i innych narodów, jeśli są tam wystawione posterunki honorowe, osobie zmarłej, w czasie ceremonii pogrzebowej z udziałem wojskowej asysty honorowej. Żołnierzom innych państw honory oddaje się na zasadach wzajemności.

## Stosunek żołnierza do munduru
Żołnierz występujący w mundurze jest zobowiązany do przestrzegania przepisów dotyczących noszenia umundurowania. Niedopuszczalne jest stosowanie poprawek krawieckich powodujących zmianę wzorów umundurowania. Kieszenie, które posiadają zapięcia, powinny być zapięte. Zabrania się trzymania rąk w kieszeniach, a przedmioty w nich przenoszone nie mogą wystawać lub być w widoczny sposób zawieszane. Regulamin służby wewnętrznej z 1970 zakazywał używania mundurów polowych w miejscach publicznych, takich jak: teatry, kluby, lokale taneczne, parki itp. Żołnierzowi w mundurze nie wolno było nosić torebek, parasoli, siatek, naczyń itp. przedmiotów.

## Wygląd zewnętrzny żołnierza
Żołnierz – mężczyzna ma mieć ogoloną twarz oraz ostrzyżone włosy, nie dłuższe niż 5 cm, cieniowane w kierunku karku i uszu. Może nosić krótko przystrzyżone wąsy maksymalnie sięgające do kącików ust i nie zakrywające górnej linii wargi. Baczki mogą sięgać do linii połowy wysokości uszu. Żołnierz może nosić też zarost nie dłuższy niż 5 mm.

Żołnierz – kobieta ma mieć włosy krótkie lub krótko upięte z tyłu głowy, sięgające maksymalnie do wysokości linii złożonego kołnierza. Fryzura nie może przeszkadzać w bezpiecznym wykonywaniu zadań służbowych; powinna być upięta przy użyciu akcesoriów niezagrażających jej bezpieczeństwu, w kolorze dobranym do koloru włosów. Występując w mundurze wyjściowym oraz galowym kobieta może nosić po jednym, małym kolczyku w płatku ucha w kolorze złotym lub srebrnym. Kolczyki nie mogą sięgać poniżej płatka ucha.

Żołnierz występujący w umundurowaniu nie może eksponować w widocznych miejscach tatuaży i innych zdobień ciała, nie nosi piercingu i tuneli w uszach.
Po zajęciach służbowych żołnierze mogą nosić ubrania cywilne. W czasie wolnym żołnierze mogą przebywać w rejonie zakwaterowania pododdziału i w wyznaczonych miejscach na terenie jednostki bez kurtek, bluz, koszul lub w ubiorze sportowym.